# Luena
Luena (Lwena, Luso, Vila Luso) grad je na istoku Angole, 250 km od granice s DR Kongom i 300 km od granice sa Zambijom. Leži na 1325 metara nadmorske visine. Glavni je grad provincije Moxico.
Luenu su početkom 20. stoljeća osnovale portugalske kolonijalne vlasti. Godine 2002. ovdje je u borbi s vladinim snagama poginuo vođa UNITA-e, Jonas Savimbi.
Prema procjeni iz 2010. godine, Luena je imala 86.784 stanovnika.